# 국가통치평의회

국가통치평의회(버마어: နိုင်ငံတော်စီမံအုပ်ချုပ်ရေးကောင်စီ)는 미얀마 연방 공화국 따머도 지도자들이 2021년 미얀마 쿠데타를 일으킨 후 설립한 미얀마 연방 공화국의 통치기구로 그 합법성을 놓고 미얀마 국민통합정부와 분쟁중이다. 2021년 8월 1일부터 민 아웅 흘라잉 미얀마 연방 공화국 국군 최고사령관 겸 미얀마 연방 공화국 국가통치평의회 의장이 과도정부를 출범시키고 스스로를 과도정부의 국무총리로 임명하여 오늘에 이르고 있다.

## 같이 보기
- 2021년 미얀마 쿠데타
- 국가평화발전평의회